# آندرس لاوک
آندرس لاوک (استونیایی: Andres Lauk؛ زادهٔ ۱۶ اکتبر ۱۹۶۴) دوچرخه‌سوار اهل استونی بود. وی در بازی‌های المپیک تابستانی ۱۹۹۶ شرکت کرده است.